# Longrita findal
Longrita findal là một loài nhện trong họ Trochanteriidae. Loài này phân bố ở Tây Úc.